# Risonanza ionica ciclotronica
La risonanza ionica ciclotronica (anche chiamata ionorisonanza ciclotronica) è un fenomeno correlato al movimento degli ioni in un campo magnetico, che consiste nel movimento a spirale delle particelle cariche quando queste aumentano la loro energia sotto l'azione del campo magnetico e di una tensione di appropriata radiofrequenza.
Viene sfruttata per accelerare gli ioni in un ciclotrone, e in spettrometria di massa per la misura delle masse prodotte dalla ionizzazione dell'analita utilizzando un analizzatore a risonanza ionica ciclotronica a trasformata di Fourier. Può essere usata anche per seguire la cinetica delle reazioni chimiche in una miscela di gas diluita, a condizione che siano implicate specie cariche.

## Frequenza di risonanza
Uno ione in un campo magnetico statico e uniforme si muoverà con una traiettoria circolare a causa della forza di Lorentz. Il moto circolare si può sovrapporre con un moto assiale uniforme, risultando in un moto elicoidale, o con un moto uniforme perpendicolare al campo (per esempio in presenza di un campo elettrico o gravitazionale) risultando in un cicloide. La velocità angolare di questo moto ciclotronico, ricavata eguagliando la forza centripeta con la forza di Lorentz, per un dato campo magnetico B è data dall'espressione
{\displaystyle \omega ={\frac {ZeB}{m}}}
dove Z indica il numero di cariche positive o negative dello ione, e è la carica elementare ed m la massa dello ione.
Esplicitando la velocità angolare in funzione della frequenza, tenendo conto che ω = 2πf, si nota come la frequenza f di risonanza della tensione di eccitazione sia inversamente proporzionale al rapporto m/Z:
{\displaystyle f={\frac {ZeB}{2\pi m}}}